# Síntesi (filosofia)
En filosofia, el mètode sintètic descriu l'associar elements per formar-ne un altre que comportarà característiques superiors en complexitat o un canvi en la naturalesa semàntica, que pot ser més simple que les dels elements d'origen. Segons Immanuel Kant, s'arriba al coneixement mitjançant l'operació de síntesi.